# 山崎马扎克
山崎马扎克（日语：ヤマザキマザック）是总部位于日本爱知县大口町的机床制造商，简称为Mazak（马扎克），该公司为非上市公司。

## 历史
1919年山崎定吉在名古屋市成立山崎铁工所，起初为生产榻榻米制造机械，1920年代发展到木工机器，再到机床的生产制造。太平洋战争结束后被GHQ禁止生产，但到1959年恢复了机床生产。
1963年开始，向美国出口机床。1974年，成为第一家在美国设立工厂的日本制造商。
1985年公司名称变更为现名，1987年创下机床销售量世界第一的记录，之后多年保持至今。